# あすの花嫁
『あすの花嫁』（あすのはなよめ）は、壷井栄の小説『あすの花嫁』を原作とした日本映画である。カラー・日活スコープ・78分。

## キャスト
- 汐崎百合子＝吉永小百合
- 佐伯宇太郎＝浜田光夫
- 大井川親光＝宇野重吉
- 汐崎フヨ＝奈良岡朋子
- 瀬川＝北林谷栄
- 汐崎ハツ＝村瀬幸子
- 芦沢ゆき＝清川虹子
- 酒井勝造＝下條正巳
- 酒井順子＝南寿美子
- 佐伯タケ＝堀恭子
- 酒井十糸子＝岩本多代
- 佐伯宇之助＝木島一郎
- 宇太郎の父＝長尾敏之助

## スタッフ
- 製作：日活
- 監督：野村孝
- 助監督：吉田憲二
- 脚本：棚田吾郎
- 撮影：横山実
- 音楽：池田正義
- 美術：千葉和彦
- 照明：河野愛三
- 録音：福島信雅
- 編集：鈴木晄

## 主題歌
- 吉永小百合「あすの花嫁」

## 同時上映
- 『若くて、悪くて、凄いこいつら』
  - 原作：柴田錬三郎 / 脚本：池田一朗 / 監督：中平康 / 主演：高橋英樹